# FLIP (schip, 1962)

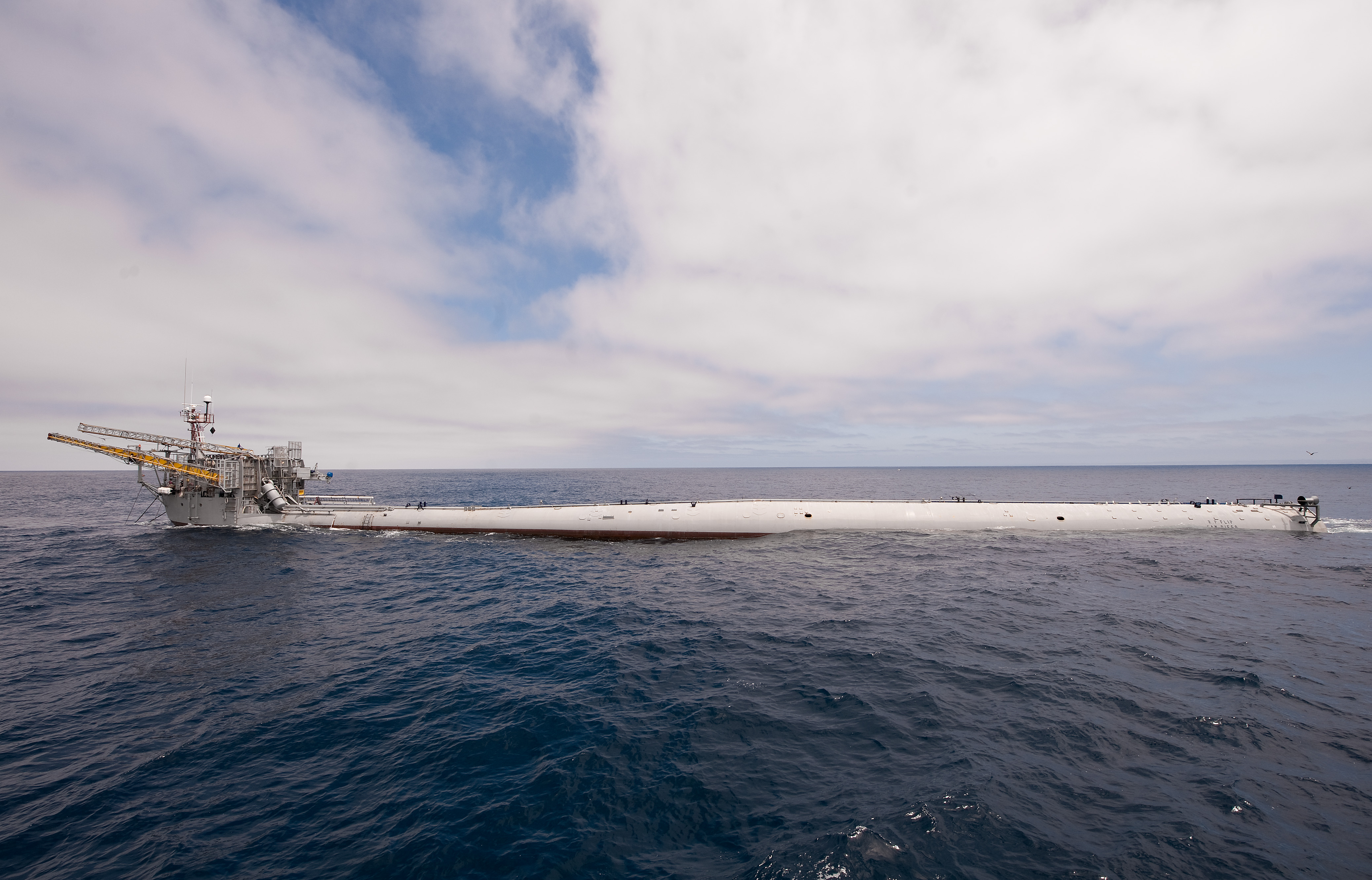
De FLIP in horizontale stand

De FLIP (FLoating Instrument Platform) was een onderzoeksplatform van de US Office of Naval Research dat in gebruik was door het Scripps Institution of Oceanography. 
Oceanografen gebruikten het schip om kleine veranderingen in geluidsgolven, die van de zeebodem weerkaatsten, te meten.

## Ontwerp
Het 108 meter lange platform was zodanig ontworpen dat het door het te ballasten een hoek van 90 graden met het wateroppervlak kon maken. Dit werd gedaan door balasttanks met zeewater te vullen. Door deze handeling verdween 91 meter onderwater en stak enkel de bovenste 17 meter boven het water uit. Het schip veranderde zo in een stabiel onderzoeksplatform. Door dit spar-ontwerp was het tegelijkertijd stabiel en waren de bewegingen door golven beperkt. 
Het had geen eigen voortstuwing en moest door sleepboten vanuit de haven in San Diego naar de gewenste locatie worden gebracht. Daar kon het los drijven of met drie ankers worden afgemeerd.
De romp had een diameter van 6,5 meter tot het deel dat zich in de verticale stand bij het wateroppervlak bevond. Daar was de diameter 4 meter om zo de overdracht van de golfkrachten op het zeegedrag te verminderen.

## Redding
In 2017 vond de laatste vaart van het schip plaats, en op 23 augustus 2023 werd het weggesleept om gesloopt te worden. Maar in 2024 werd Flip gekocht door Deep, een bedrijf in onderwatertechnologie, en de Oceaan overgesleept. Op een Franse werf wordt het schip opgeknapt, waarna het in 2026 weer zal worden ingezet voor onderwateronderzoek.